# Павлотос Валерій Павлович
Валерій Павлович Павлотос (нар. 12 серпня 1940, Севастополь, Російська РФСР — †19 червня 2016, Ялта, Автономна Республіка Крим, Україна) — радянський та український інженер-конструктор, художник кіно, постановник трюків, каскадер. Голова правління Кримського відділення Національної спілки кінематографістів України.

## Життєпис
Народився в родині службовця.
Закінчив Московський автомеханічний технікум (1960) та Севастопольський приладобудівний інститут.
Працював в Ялті.
Брав участь у створенні вітрильних човнів як розробник конструкцій за ескізами художників-постановників, а також як художник човнів.
Брав участь у створенні фільмів як інженер-конструктор:
- «Острів скарбів» (1971),
- «Життя та дивовижні пригоди Робінзона Крузо» (1972),
- «Москва — Кассіопея» (1973),
- «Отроки у Всесвіті» (1974);

як постановник трюків:
- «Москва — Кассіопея» (1973),
- «Отроки у Всесвіті» (1974),
- «Лілова куля» (1987),
- «Міо, мій Міо» (1987);

як художник-декоратор:
- «Нові пригоди капітана Врунгеля» (1978),
- «Одіссея Капітана Блада» (1990),
- «Імперія піратів» (1992) та ін.

Автор книги «Народжені, щоб казку зробити…» (2011, сімферопольське видавництво ІТ «Аріал»).
До 2014 року був членом Національної Спілки кінематографістів України.
У 2014 році, після анексії Криму Росією, яку вітав, очолив Кримське регіональне відділення Спілки кінематографістів Росії.
Одна з останніх робіт Валерія Павлотоса — колісний пароплав для фільму Микити Михалкова «Сонячний удар» (2014).
Помер після тривалої хвороби на 76-му році життя.